# Henry Ruth
Henry Ruth es un deportista malasio que compitió en judo. Ganó una medalla de bronce en el Campeonato Asiático de Judo de 1966, en la categoría de –80 kg.

## Palmarés internacional
| Campeonato Asiático | Campeonato Asiático | Campeonato Asiático | Campeonato Asiático |
| Año                 | Lugar               | Medalla             | Categoría           |
| ------------------- | ------------------- | ------------------- | ------------------- |
| 1966                | Manila (Filipinas)  | Medalla de bronce   | –80 kg              |